# Jérémy Manzorro
Jérémy Manzorro, né le 11 novembre 1991, est un footballeur français évoluant au poste de milieu de terrain au Jamshedpur FC.

## Biographie
Après avoir évolué dans les catégories juniors du Stade de Reims, Jérémy Manzorro rejoint l'équipe réserve du club en 2009, et intègre finalement l'équipe première en 2011. Le 13 mai 2011, il joue son premier match en équipe première contre le Clermont Foot 63. La saison suivante, il ne joue qu'un seul match, et quitte le club en fin de saison pour rejoindre le FC Bourg-Péronnas, évoluant alors en National.
En juillet 2013, il quitte la France pour rejoindre le Chernomorets Bourgas, avec un contrat d'une saison. Il joue son premier match avec le club bulgare le 27 juillet 2013 contre les Ludogorets Razgrad.
Il marque son premier but le 14 septembre 2013 contre le FC Lyubimets. Jérémy  Manzorro joue son premier match en Coupe de Bulgarie le 13 novembre 2013 contre le PFC Montana, et adresse une passe décisive pour Milcho Angelov.
À la fin de la saison, le Chernomorets est relégué en D2, et le contrat de Manzorro n'est pas renouvelé. Il rejoint donc en juin 2014 le Slavia Sofia, et joue son premier match avec le club le 21 juillet 2014 contre le Marek Dupnitsa.
Le 3 décembre 2014, il inscrit son premier but en coupe, contre le Cherno More Varna. La semaine suivante, il inscrit un triplé contre le Levski Sofia, permettant à son équipe de s'imposer.

## Palmarès
Sūduva Marijampolė
- Champion de Lituanie en 2017.

 Tobol Kostanaï
- Champion du Kazakhstan en 2021.